# Аргир Карабатаков
Аргир Карабатаков (на гръцки: Αργύριος Καραμπατάκης, Аргириос Карабатакис) е гръцки революционер, участник в Гръцката война за независимост.

## Биография
Роден е в негушкото македонско село Копаново, Османската империя, днес Коанос, Гърция. При избухването на Гръцкото въстание взима участие в Негушкото въстание. Заедно с капитан Чернопетрис обикаля околните села и набира мъже. В четата им влизат хора от Копаново, Долно Копаново, Янчища, Вещица Берска и Вещица Воденска и Жервохор. През март 1822 година в началото на въстанието действа заедно с четите на Чернопетрис и Карамицос от Влашка Блаца. Негов правнук е гръцкият андартски деец Димитрис (Мицис) Карабатакис, епитроп на гръцките училища в района на Копаново.